# Killua Zoldick
Killua Zoldyck (キルア＝ゾルディック?, Kirua Zorudikku) è il co-protagonista del manga e anime Hunter × Hunter, scritto e disegnato dal mangaka Yoshihiro Togashi.

## Il personaggio
Killua è un ragazzino di dodici anni con gli occhi azzurri e i capelli argentati, caratteristiche tipiche dei membri della sua famiglia destinati a diventare gli eredi principali. È intelligente, sveglio e capace di elaborare ottime strategie rapidamente. Dal punto di vista comportamentale sembra avere una sorta di doppia personalità: generalmente, infatti, è buono, gentile e scanzonato, ma in casi di estremo pericolo o di rabbia si lascia travolgere dalla paura. 
Killua si presenta, soprattutto all'inizio, come straordinariamente rilassato di fronte al mondo che lo circonda, in quanto conscio di essere più forte di quasi tutti coloro che incontra. Fino allo scontro con le formichimere, tuttavia, Killua tenderà, seguendo gli insegnamenti del fratello Illumi, a essere estremamente prudente e a ingaggiare battaglia solo contro avversari contro i quali ha una vittoria pressoché certa. Dopo avere scoperto che il suo blocco mentale derivava da una tecnica Nen del fratello riuscirà a combattere anche contro avversari molto più forti: infatti, non solo lo spingeva a bloccarsi o fuggire di fronte ad avversari più forti, ma limitava enormemente le sue capacità.
È un grande amante dei dolci, infatti spende tutti i soldi guadagnati con i suoi combattimenti all'Arena Celeste in caramelle, cioccolate e altri tipi di cibarie zuccherate.

## Storia
Killua è il terzo figlio della più rinomata famiglia di assassini del mondo, gli Zoldyck. Visto fin dalla nascita come un grande talento, Killua ha già sperimentato diverse tecniche assassine, anche se ha solo una giovane età. Per i suoi risultati nel lavoro, egli è visto come uno dei più grandi assassini che la famiglia abbia mai prodotto. Fin da piccolo, a Killua viene imposto un durissimo allenamento, attraverso il nuotare in vasche elettrizzate e la partecipazione al torneo della Celestial Tower a soli sei anni.
Tuttavia, annoiato e stancato dall'uccidere, in modo del tutto inaspettato Killua si ribella alla sua famiglia e, ferita la madre e il fratello maggiore, lascia la tenuta degli Zoldick sul monte Kukuruu per partecipare all'esame per diventare un Hunter.
Durante l'esame conoscerà Gon, che diventerà il suo migliore amico, nonostante Killua all'inizio li vedesse come rivali. Proprio grazie alla compagnia di Gon, Killua riuscirà a superare i suoi istinti assassini (causati da una vita passata ad allenarsi a uccidere) e riuscirà perfettamente a integrarsi nel gruppo con Kurapika e Leorio. Saranno appunto gli ultimi residui di questi istinti omicidi a non permettere a Killua di superare l'esame per diventare hunter nello stesso anno di Gon, a causa dell'uccisione del candidato Bodoro. Questo gesto inaspettato era l'unico modo per Killua di soddisfare le richieste del fratello Illumi, ovvero di non ottenere la licenza di hunter finché la famiglia o lui stesso non lo approveranno.
Giunto a casa sua, Killua viene punito per la fuga dalla casa paterna dal fratello Milluki, ma in seguito si chiarirà con il padre ottenendo di potere vivere la propria vita a suo piacimento a patto che non tradisca mai i propri amici, in particolare Gon. Si reca quindi con Gon presso la Torre Celeste. Grazie alle loro capacità fisiche salgono velocemente i piani dell'Arena. Giunti al piano numero 200 si vedono costretti però a imparare il Nen per proseguire. Qui conosceranno Wing, che insegnerà loro le basi.
Conclusa l'avventura all'Arena Celeste i ragazzi decidono di sostare per un po' nella terra d'origine di Gon. Una volta li Gon e Killua vengono a conoscenza dell'esistenza di un videogioco chiamato Greed Island tramite una cassetta lasciata dal padre a Gon. Proprio per questo motivo il giovane è sicuro che trovando una copia del gioco troverà anche il padre, o almeno degli indizi, e i due iniziano a informarsi su come ottenerne una copia. Grazie al fratello Milluki, Killua scopre che all'annuale asta di York Shin City verranno messe in vendita alcune copie del gioco. I due ragazzi decidono così di recarsi a York Shin per guadagnare i soldi necessari all'acquisto.
Qui i due rincontrano Leorio e vengono messi sulle tracce della Brigata Fantasma. I tre riescono a trovare due membri dell'organizzazione, ma Gon e Killua, nel tentativo di seguirli, vengono catturati e portati al covo dell'organizzazione per essere interrogati riguardo Kurapika. Pur non riuscendo a ricavare delle informazioni, in quanto la descrizione fornita dai loro aguzzini non è sufficiente a far capire ai due che l'individuo di cui parlano sia effettivamente il loro amico, Nobunaga, uno dei membri si dimostra interessato ai due e propone a Gon di entrare nella Brigata rimpiazzando l'ormai deceduto Uvogin, ma i due riescono a scappare. In seguito Gon e Killua aiuteranno Kurapika a catturare il capo della Brigata, Quoll.
Gon e Killua riescono successivamente ad avventurarsi dentro Greed Island, un videogioco magico che "risucchia" i corpi dei giocatori al suo interno, su incarico del miliardario Battera. Successivamente verrà rivelato che il gioco è ambientato su un'isola nel mondo reale e che è stato creato da potentissimi utilizzatori di nen, tra cui il padre di Gon. Greed Island è basato su un complesso gioco di carte, con l'obiettivo di raccoglierne cento. All'interno del gioco, a Gon e Killua si unisce Biscuit Krueger, un'esperta utilizzatrice del Nen e colei che ha insegnato le basi di esso a Wing, che continuerà l'addestramento che Gon e Killua hanno iniziato mentre si trovavano nell'Arena Celeste.
Mentre Gon e Biscuit lo aspettano sull'isola, Killua riesce a superare l'esame alla sessione seguente. Stavolta si tratta di una semplice formalità. Infatti è l'unico a superare la prima prova dell'esame battendo tutti gli altri esaminandi. La prima costituisce anche l'unica prova della sessione, in quanto il presidente Netero, conoscendo le capacità di Killua, lo promuove all'istante. Tornato a Greed Island, dopo avere sconfitto insieme a Gon e Hisoka, Razor, un amico di Gin, riesce insieme a Gon e Biscuit a eliminare la minaccia dei Boomer e finire così il gioco.
Accompagna Gon a NGL (Neo Green Life) un conglomerato di stati che rifiutano nella maniera più assoluta ogni tipo di tecnologia e\o medicina creata dall'uomo per ricongiungersi con la natura e vivere in modo umile anche se, si scoprirà, che è solo una copertura per lo spaccio di armi e una potente droga di nome "D2". In questo territorio si sviluppa la minaccia delle formichimere e Killua, insieme all'inseparabile Gon e nuovi membri dell'associazione Hunter saranno incaricati di liberare il mondo da questa piaga.
In seguito alla morte di Kaito lui e Gon si allenano presso Biscuit per potere sconfiggere Knuckle e Shoot, due allievi di Morau e tornare di nuovo a Neo Green Life insieme a Palm, allieva di Nobu. Gli avversari si rivelano più forti del previsto e, nonostante il duro allenamento sostenuto, Gon e Killua vengono sconfitti. Successivamente Killua affronta la divisione di Leol e riesce a sconfiggere molte formichimere seminando il panico fra i nemici, ma alla fine sviene per le ferite riportate e viene tratto in salvo dalla formichimera Calamaro, alla quale aveva salvato la vita in precedenza. Ricongiuntosi agli altri, partecipa all'assalto del palazzo delle formichimere.
Durante la battaglia capisce di non potere fare ragionare Gon accecato dall'odio e viene allontanato da quest'ultimo. In seguito salva la vita a Knuckle contro Youpi prima che quest'ultimo lo uccida e ingaggia un breve scontro con la guardia reale sfruttando il Kanmuru, riuscendo a sopraffare l'avversario fino a quando il potere elettrico si esaurisce, costringendolo a ritirarsi. Protegge poi Komugi contro il clone di Pouf e lo distrugge usando l'elettricità che ne brucia le cellule. In seguito, cerca di raggiungere Gon nella speranza di salvarlo da se stesso, restando sconvolto dal cambiamento dell'amico. Nel momento in cui il nen di Pitou manovra il corpo della formichimera per uccidere Gon, Killua riesce a spingere via l'amico in tempo da evitargli un colpo fatale ma non riuscendo a salvargli il braccio destro. Al termine dello scontro Killua trascina Gon in fin di vita in ospedale, dove viene attaccato a un macchinario che lo mantiene a malapena in vita.
Dopo la vittoria contro le formichimere urge scegliere un nuovo presidente per l'associazione visto il sacrificio di Netero. Killua, tuttavia, sarà impegnato nel salvataggio di Gon. Nonostante i migliori esperti Nen diano Gon per spacciato, Killua conosce un modo per salvare completamente Gon: la sua sorellina Alluka (dotata di un particolare potere), anche se avrà fra i piedi suo fratello Illumi, desideroso di appropriarsi di Alluka per i suoi egoistici scopi. In seguito alla guarigione di Gon, Killua sceglie di viaggiare per il mondo insieme alla sua sorellina Alluka allo scopo di proteggerla, in quanto il suo potere è ancora fortemente desiderato da Illumi. Dopo più di un anno di avventure, la strada dei due si divide.

## Poteri e abilità
Inizialmente Killua combatteva solo sfruttando caratteristiche fisiche eccezionali ottenute grazie agli addestramenti della sua famiglia.
Una tecnica d'attacco che predilige consiste nel modificare la struttura ossea della mano fino a renderla tagliente come una lama, capace di perforare e tagliare corpi umani senza problemi. Essa rimane la sua arma prescelta anche dopo avere imparato il Nen. Killua può inoltre controllare le giunture e i muscoli del corpo al punto che è in grado di dislocare le prime per rendersi più fluido e liberarsi se viene imprigionato, per poi rimetterle a posto in un attimo. Un'altra sua tecnica di combattimento è il risveglio dei serpenti, con cui agita le mani con fluidità e velocità sovrumane facendo sembrare le braccia totalmente prive di articolazioni sebbene in realtà siano taglienti come lame e capaci di smembrare qualsiasi cosa entri nel suo raggio d'azione. Altre tecniche utili per l'assassinio sono il passo d'ombra, che consiste nel camminare e correre senza produrre alcun suono, e la sua evoluzione, chiamata eco ritmato, dove muove il corpo in modo tale da generare delle immagini residue simili a ologrammi.
Sempre per il suo mestiere di assassino, Killua ha dovuto imparare a celare totalmente la sua presenza, tecnica che poi si dimostrerà essere uno Zetsu inconscio, ed è stato addestrato a resistere alle torture sin da bambino, ragion per cui può sopportare scariche elettriche ad altissimo voltaggio senza difficoltà ed è immune a veleni anche altamente tossici. È dotato anche di una velocità e di un'agilità incredibili, di sensi notevolmente sviluppati  (seppur inferiori a quelli di Gon), e la sua forza fisica è tale da consentirgli già prima di imparare il Nen di aprire la terza serie di ante della porta d'entrata della tenuta della sua famiglia, pesante ben sedici tonnellate. In seguito dimostra di avere quadruplicato la sua potenza fisica, riuscendo infatti ad aprire la quinta serie, che pesa sessantaquattro tonnellate. Killua, oltretutto, è quasi in grado di alterare la sua personalità a comando nel caso in cui decida di uccidere il suo avversario senza esitare, cosa che incrementa la sua concentrazione e tutte le sue doti fisiche, rendendolo il più pericoloso e spietato possibile. Le sue eccezionali doti sono riconosciute dalla sua intera famiglia e tutti sono concordi che nessun membro della famiglia Zoldick in tutta la sua storia sia stato più promettente di lui.
È anche dotato di un'intelligenza spiccata, ben al di là di un ragazzino della sua età, sia nel campo del combattimento che nella vita quotidiana. È molto più colto della media dei giovani ed è in grado di analizzare attentamente le capacità di un avversario con poche occhiate, per poi elaborare strategie complesse che spesso si sono dimostrate vincenti. Sempre grazie al suo addestramento, si è spesso mostrato capace di valutare a grandi linee la forza di un nemico, soprattutto per determinare le sue possibilità di vittoria contro di esso.
Più avanti Killua inizierà a utilizzare degli yo-yo che, combinati con il suo Nen, alla forza fisica di Killua e alla loro rotazione diventano armi micidiali. Essi sono collegati al suo braccio tramite un cerchio simile a quello delle manette, pesano cinquanta kg l'uno e oltretutto possono essere elettrificati attraverso il Nen, rendendoli più insidiosi. Durante i combattimenti, però, Killua evita il più possibile di mostrarli al nemico, per prenderlo di sorpresa quando li utilizza. 

## Nen
Il Nen di Killua appartiene al gruppo della Trasformazione e, proprio come Gon, sembra essere un praticante Nen dal futuro eccezionale. Wing afferma che il suo talento è posseduto da una persona ogni dieci milioni. Biscuit, esperta praticante Nen con decenni di esperienza, afferma che il controllo che Killua ha sviluppato sulla propria aura Nen dopo soli due-tre mesi di esercizio, richiese a lei ben dieci anni.
Più avanti Killua riuscirà anche a creare una tecnica nella quale trasformerà il Nen che lo circonda in scariche elettriche; l'ispirazione per questa tecnica viene da lui attribuita alle torture al quale lo sottoponeva da piccolo il fratello Milluki. Questa sua abilità Nen è ritenuta incredibile tanto che persino l'Hunter professionista Tsuzegera, esperto combattente e utilizzatore del Nen, si ammutolisce vedendo Killua generare elettricità davanti ai suoi occhi, dal momento che Killua è riuscito ad acquisire questa capacità, seppure non perfezionata, nel giro di tre giorni. Per le persone normali infatti, una tecnica del genere risulterebbe impossibile da utilizzare, perché anche se il Nen di tipo Trasformazione possa effettivamente acquisire qualsiasi proprietà si desideri, questo non proteggerebbe il tuo corpo da esso quindi, se si facesse acquisire al proprio Nen le proprietà dell'elettricità, si resterebbe comunque folgorati. Killua però, essendo abituato al sopportare senza sforzo scariche elettriche di intensità normalmente letale per chiunque, può utilizzare questa tecnica liberamente. Come lui stesso ammette, non è che lui non senta il dolore e gli effetti dell'elettricità: semplicemente, è abituato, quindi per lui è sopportabile.
Contro un clone della formichimera Pouf, Killua dimostra di sapere concentrare l'elettricità per bruciare le cellule del suo avversario e, facendo ciò, è stato in grado di disintegrare parte del volto e del braccio del clone in questione.
Come rivelato dall'autore, Killua è un raro esempio di utilizzatore nen con doppia affinità. Ciò significa che Killua può sviluppare una seconda categoria nen con la stessa velocità di quella principale. Killua è, infatti, affine sia alla Trasformazione che al Potenziamento, il che significa che allenandosi egualmente in entrambe abilità queste ultime miglioreranno allo stesso ritmo. Questo, però, non implica che Killua possa sviluppare il Potenziamento al 100% come la Trasformazione, il potenziale complessivo di apprendimento nella seconda categoria rimane all'80%, è semplicemente il ritmo di sviluppo ad essere pari alla Trasformazione, il che consentirà a Killua di raggiungere il massimo sviluppo del Potenziamento prima rispetto alla Materializzazione, l'altra categoria per lui perfezionabile all'80%.

### Tecniche Nen
- Narukami (ナルカミ? Folgorazione): tecnica che trasforma l'aura di Killua in elettricità e scaglia un potente raggio elettrico a lunga gittata. Sebbene non infligga danni considerevoli, provoca molto dolore e paralizza l'avversario per diversi istanti. È efficace persino su un avversario eccezionalmente resistente come la formichimera Youpi, il quale è rimasto paralizzato abbastanza da permettere a Knuckle di colpirlo ripetutamente.
- Izutsushi (イズツシ? Palmo Fulminante): permette a Killua di fulminare il nemico toccandolo con il palmo delle mani. Non tramortisce l'avversario, ma lo paralizza per diversi secondi.
- Kanmuru (カンムル? Velocità Divina): tecnica con cui Killua riesce a controllare gli impulsi nervosi del corpo per raggiungere una velocità pari a quella di un fulmine, superando i limiti del suo stesso corpo; i suoi avversari vengono fulminati ogni volta che subiscono un suo attacco fisico. Questa tecnica dura per un lasso di tempo variabile, poiché dipende da quanto Killua si sia caricato usando una fonte di energia elettrica. Anche la potenza utilizzata nello sprigionarla ha la sua incidenza nel tempo impiegato. Essa si basa su due principi:

1. Denkōsekka (電光石火? Velocità della luce): consiste nell'inviare impulsi elettrici al cervello in modo da potere muovere il proprio corpo e controllarlo perfettamente a proprio piacimento.
2. Shippūjinrai (疾風迅雷? Mulinello): consiste nel percepire i movimenti degli avversari attraverso l'ostilità della loro aura e portare il corpo a reagire automaticamente, bypassando il suo stesso sistema nervoso, portando di fatto i propri movimenti e reazioni a un livello sovraumano. La potente formichimera Youpi afferma che, in questo stato, Killua era talmente rapido che non aveva nemmeno il tempo di muoversi per contrattaccare né di trasformarsi per potenziare la propria difesa o il proprio attacco.

## Curiosità
Come gli altri protagonisti della storia, Killua è fortemente somigliante ad uno dei protagonisti di un'opera precedente dell'autore, cioè Hiei del fumetto e anime Yu degli Spettri. Entrambi infatti sono caratterizzati dall'essere nati in una famiglia che li ha obbligati a crescere in un mondo violento e crudele, per cui all'inizio della storia sono convinti di essere persone malvagie e irrecuperabili, ma poi grazie agli altri protagonisti imparano a rivalutarsi. Con Hiei, inoltre, condivide il continuo litigare con il membro più alto, irascibile e meno talentuoso del gruppo, cioè Leorio nel caso di Killua e Kuwabara nel caso di Hiei.